# Különleges tagállami területek, külbirtokok és kapcsolatuk az EU-val
| Európai Unió | Legkülső régiók | Tengerentúli területek és külbirtokok |

Az Európai Unió a világ térképén

Az Európai Unió (EU) tagállamainak különleges területeit, külbirtokait, valamint ezeknek az EU-val való kapcsolatát az alábbi táblázat foglalja össze.
| Tagállamok és szuverén területek                                   | EU-jog alkalmazása | EU-jog alkalmazhatósága helyi bíróságok előtt | EURATOM | EU- állam- polgárság | EP- választások | Schengeni egyezmény | EU áfa- övezet | EU- vámterület | Euróövezet             |
| ------------------------------------------------------------------ | ------------------ | --------------------------------------------- | ------- | -------------------- | --------------- | ------------------- | -------------- | -------------- | ---------------------- |
| Ausztria                                                           | Igen               | Igen                                          | Igen    | Igen                 | Igen            | Igen                | Igen           | Igen           | Igen                   |
| Belgium                                                            | Igen               | Igen                                          | Igen    | Igen                 | Igen            | Igen                | Igen           | Igen           | Igen                   |
| Bulgária                                                           | Igen               | Igen                                          | Igen    | Igen                 | Igen            | Igen                | Igen           | Igen           | Nem, BGN               |
| Ciprus (Észak-Ciprust lásd külön)                                  | Igen               | Igen                                          | Igen    | Igen                 | Igen            | Aláírta             | Igen           | Igen           | Igen                   |
| – Észak-Ciprus                                                     | Nem                | Nem                                           | Nem     | Igen                 | Igen            | Nem                 | Nem            | Nem            | Nem, TRY               |
| – ENSZ-ütközőövezet                                                | ?                  | ?                                             | ?       | Igen                 | Igen            | ?                   | Nem            | ?              | Egyoldalúan alkalmazza |
| Csehország                                                         | Kivételekkel       | Igen                                          | Igen    | Igen                 | Igen            | Igen                | Igen           | Igen           | Nem, CZK               |
| Dánia (Feröert és Grönlandot lásd külön)                           | Kivételekkel       | Igen                                          | Igen    | Igen                 | Igen            | Igen                | Igen           | Igen           | Nem, DKK               |
| – Feröer                                                           | Nem                | Nem                                           | Nem     | Részleges            | Nem             | Részleges           | Nem            | Nem            | Nem, DKK               |
| – Grönland                                                         | Minimum (OCT)      | Igen                                          | Nem     | Igen                 | Nem             | Részleges           | Nem            | Nem            | Nem, DKK               |
| Észtország                                                         | Igen               | Igen                                          | Igen    | Igen                 | Igen            | Igen                | Igen           | Igen           | Igen                   |
| Finnország (Ålandot lásd külön)                                    | Igen               | Igen                                          | Igen    | Igen                 | Igen            | Igen                | Igen           | Igen           | Igen                   |
| – Åland                                                            | Kivételekkel       | Igen                                          | Igen    | Kivételekkel         | Igen            | Igen                | Nem            | Igen           | Igen                   |
| Franciaország (a tengeren túli megyéit és területeit lásd külön)   | Igen               | Igen                                          | Igen    | Igen                 | Igen            | Igen                | Igen           | Igen           | Igen                   |
| – Clipperton-sziget (lakatlan)                                     | ?                  | Igen                                          | Igen    | Igen                 | Nem             | Nem                 | Nem            | ?              | Igen                   |
| – Francia Guyana                                                   | Kivételekkel       | Igen                                          | Igen    | Igen                 | Igen            | Nem                 | Nem            | Igen           | Igen                   |
| – Francia Polinézia                                                | Minimum (OCT)      | Igen                                          | Igen    | Igen                 | Igen            | Nem                 | Nem            | Részleges      | Nem, XPF               |
| – Francia déli és antarktiszi területek                            | Minimum (OCT)      | Igen                                          | Igen    | Igen                 | Nem             | Nem                 | Nem            | Nem            | Igen                   |
| – Guadeloupe                                                       | Kivételekkel       | Igen                                          | Igen    | Igen                 | Igen            | Nem                 | Nem            | Igen           | Igen                   |
| – Martinique                                                       | Kivételekkel       | Igen                                          | Igen    | Igen                 | Igen            | Nem                 | Nem            | Igen           | Igen                   |
| – Mayotte                                                          | Minimum (OCT)      | Igen                                          | Igen    | Igen                 | Igen            | Nem                 | Nem            | Részleges      | Igen                   |
| – Réunion                                                          | Kivételekkel       | Igen                                          | Igen    | Igen                 | Igen            | Nem                 | Nem            | Igen           | Igen                   |
| – Saint-Barthélemy                                                 | Kivételekkel       | Igen                                          | Igen    | Igen                 | Igen            | Nem                 | Nem            | Igen           | Igen                   |
| – Saint-Martin                                                     | Kivételekkel       | Igen                                          | Igen    | Igen                 | Igen            | Nem                 | Nem            | Igen           | Igen                   |
| – Saint-Pierre és Miquelon                                         | Minimum (OCT)      | Igen                                          | Igen    | Igen                 | Igen            | Nem                 | Nem            | Részleges      | Igen                   |
| – Új-Kaledónia                                                     | Minimum (OCT)      | Igen                                          | Igen    | Igen                 | Igen            | Nem                 | Nem            | Részleges      | Nem, XPF               |
| – Wallis és Futuna                                                 | Minimum (OCT)      | Igen                                          | Igen    | Igen                 | Igen            | Nem                 | Nem            | Részleges      | Nem, XPF               |
| Görögország (az Athosz-hegyi Köztársaságot lásd külön)             | Igen               | Igen                                          | Igen    | Igen                 | Igen            | Igen                | Igen           | Igen           | Igen                   |
| – Athosz-hegy                                                      | Igen               | Igen                                          | Igen    | Igen                 | Igen            | Nem                 | Nem            | Igen           | Igen                   |
| Hollandia (a Holland Antillákat lásd külön)                        | Igen               | Igen                                          | Igen    | Igen                 | Igen            | Igen                | Igen           | Igen           | Igen                   |
| – Aruba                                                            | Minimum (OCT)      | Nem                                           | Nem     | Igen                 | Nem             | Nem                 | Nem            | Részleges      | Nem, AWG               |
| – Bonaire                                                          | Minimum (OCT)      | Igen                                          | Igen    | Igen                 | Igen            | Nem                 | Nem            | Részleges      | Nem, USD               |
| – Curaçao                                                          | Minimum (OCT)      | Nem                                           | Nem     | Igen                 | Nem             | Nem                 | Nem            | Részleges      | Nem, ANG               |
| – Saba                                                             | Minimum (OCT)      | Igen                                          | Igen    | Igen                 | Igen            | Nem                 | Nem            | Részleges      | Nem, USD               |
| – Sint Eustatius                                                   | Minimum (OCT)      | Igen                                          | Igen    | Igen                 | Igen            | Nem                 | Nem            | Részleges      | Nem, USD               |
| – Sint Maarten                                                     | Minimum (OCT)      | Nem                                           | Nem     | Igen                 | Nem             | Nem                 | Nem            | Részleges      | Nem, ANG               |
| Horvátország                                                       | Igen               | Igen                                          | Igen    | Igen                 | Igen            | Igen                | Igen           | Igen           | Igen                   |
| Írország                                                           | Igen               | Igen                                          | Igen    | Igen                 | Igen            | Nem                 | Igen           | Igen           | Igen                   |
| Lengyelország                                                      | Igen               | Igen                                          | Igen    | Igen                 | Igen            | Igen                | Igen           | Igen           | Nem, PLN               |
| Lettország                                                         | Igen               | Igen                                          | Igen    | Igen                 | Igen            | Igen                | Igen           | Igen           | Igen                   |
| Litvánia                                                           | Igen               | Igen                                          | Igen    | Igen                 | Igen            | Igen                | Igen           | Igen           | Igen                   |
| Luxemburg                                                          | Igen               | Igen                                          | Igen    | Igen                 | Igen            | Igen                | Igen           | Igen           | Igen                   |
| Magyarország                                                       | Igen               | Igen                                          | Igen    | Igen                 | Igen            | Igen                | Igen           | Igen           | Nem, HUF               |
| Málta                                                              | Igen               | Igen                                          | Igen    | Igen                 | Igen            | Igen                | Igen           | Igen           | Igen                   |
| Németország (Büsingent és Helgolandot lásd külön)                  | Igen               | Igen                                          | Igen    | Igen                 | Igen            | Igen                | Igen           | Igen           | Igen                   |
| – Büsingen am Hochrhein                                            | Igen               | Igen                                          | Igen    | Igen                 | Igen            | Igen                | Nem            | Részleges      | Igen                   |
| – Helgoland-szigetek                                               | Igen               | Igen                                          | Igen    | Igen                 | Igen            | Nem                 | Nem            | Nem            | Igen                   |
| Olaszország (Campionét és Livignót lásd külön)                     | Igen               | Igen                                          | Igen    | Igen                 | Igen            | Igen                | Igen           | Igen           | Igen                   |
| – Campione d’Italia                                                | Igen               | Igen                                          | Igen    | Igen                 | Igen            | Igen                | Nem            | Részleges      | Nem, CHF               |
| – Livigno                                                          | Igen               | Igen                                          | Igen    | Igen                 | Igen            | Igen                | Nem            | Részleges      | Igen                   |
| Portugália (az Azori- és Madeira-szigeteket lásd külön)            | Igen               | Igen                                          | Igen    | Igen                 | Igen            | Igen                | Igen           | Igen           | Igen                   |
| – Azori-szigetek                                                   | Kivételekkel       | Igen                                          | Igen    | Igen                 | Igen            | Igen                | Igen           | Igen           | Igen                   |
| – Madeira                                                          | Kivételekkel       | Igen                                          | Igen    | Igen                 | Igen            | Igen                | Igen           | Igen           | Igen                   |
| Románia                                                            | Igen               | Igen                                          | Igen    | Igen                 | Igen            | Igen                | Igen           | Igen           | Nem, RON               |
| Spanyolország (a Kanári-szigeteket, Ceutát és Melillát lásd külön) | Igen               | Igen                                          | Igen    | Igen                 | Igen            | Igen                | Igen           | Igen           | Igen                   |
| – Ceuta                                                            | Kivételekkel       | Igen                                          | Igen    | Igen                 | Igen            | Igen                | Nem            | Nem            | Igen                   |
| – Kanári-szigetek                                                  | Kivételekkel       | Igen                                          | Igen    | Igen                 | Igen            | Igen                | Nem            | Igen           | Igen                   |
| – Melilla                                                          | Kivételekkel       | Igen                                          | Igen    | Igen                 | Igen            | Igen                | Nem            | Nem            | Igen                   |
| Svédország                                                         | Igen               | Igen                                          | Igen    | Igen                 | Igen            | Igen                | Igen           | Igen           | Nem, SEK               |
| Szlovákia                                                          | Igen               | Igen                                          | Igen    | Igen                 | Igen            | Igen                | Igen           | Igen           | Igen                   |
| Szlovénia                                                          | Igen               | Igen                                          | Igen    | Igen                 | Igen            | Igen                | Igen           | Igen           | Igen                   |

## Fordítás
- Ez a szócikk részben vagy egészben a Special Member State territories and the European Union című angol Wikipédia-szócikk ezen változatának fordításán alapul.  Az eredeti cikk szerkesztőit annak laptörténete sorolja fel. Ez a jelzés csupán a megfogalmazás eredetét és a szerzői jogokat jelzi, nem szolgál a cikkben szereplő információk forrásmegjelöléseként.
- Ez a szócikk részben vagy egészben az Undantag inom Europeiska unionen című svéd Wikipédia-szócikk ezen változatának fordításán alapul.  Az eredeti cikk szerkesztőit annak laptörténete sorolja fel. Ez a jelzés csupán a megfogalmazás eredetét és a szerzői jogokat jelzi, nem szolgál a cikkben szereplő információk forrásmegjelöléseként.